# Mosteiro Natlismtsemeli

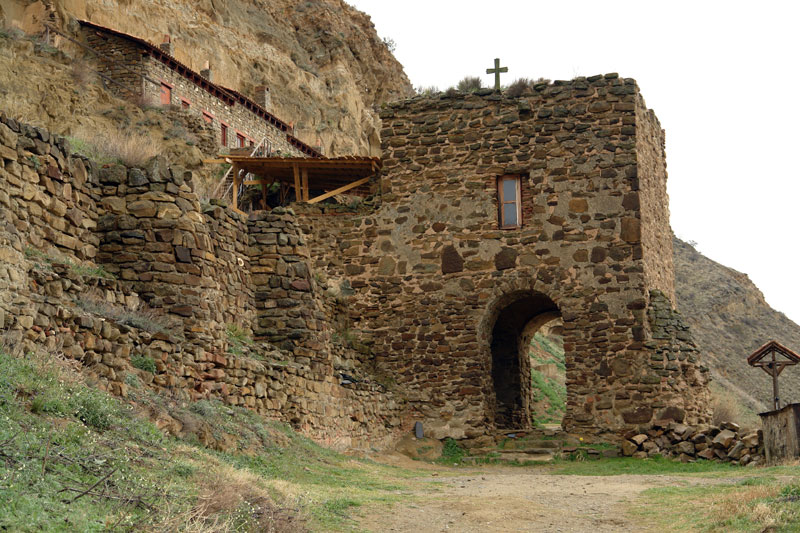
Mosteiro Natlismtsemeli

O mosteiro Natlismtsemeli (em georgiano:  ნათლისმცემლის მონასტერი) também conhecido como mosteiro de São João é um monumento histórico e arquitetônico dentro do complexo monasterial de David Gareja, localizado na região de Caquécia, na Geórgia. 
O mosteiro é composto por vários templos de caverna e uma igreja central. Há também uma igreja menor ao sul da principal. Os interiores da igreja datam do século XII. 

## História
As fundações do mosteiro de São João, localizado a 12 quilômetros a oeste do planalto de David Gareja, foram colocadas por Luciane, um discípulo de David Gareja no final do século VII, de acordo com a tradição da igreja.

## Arquitetura
O complexo consiste em vários templos de caverna e uma igreja central, que se destaca por sua extraordinária altura. A iconografia da igreja principal remonta ao século XVIII. 
Há uma igreja menor ao sul da igreja principal. Para alcançar essa igreja é necessário subir a rocha. Há também uma alta torre sineira e quartos para os monges localizados em frente a essa igreja. Os interiores datam do século XII. 
Ainda há fragmentos de pinturas decorativas da primeira metade do século XII dentro da igreja. 

## Galeria

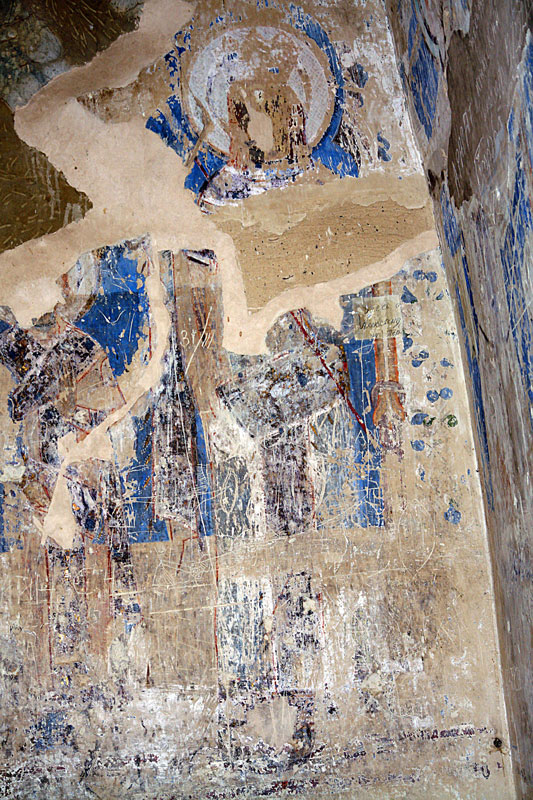
Afresco do rei Tamar
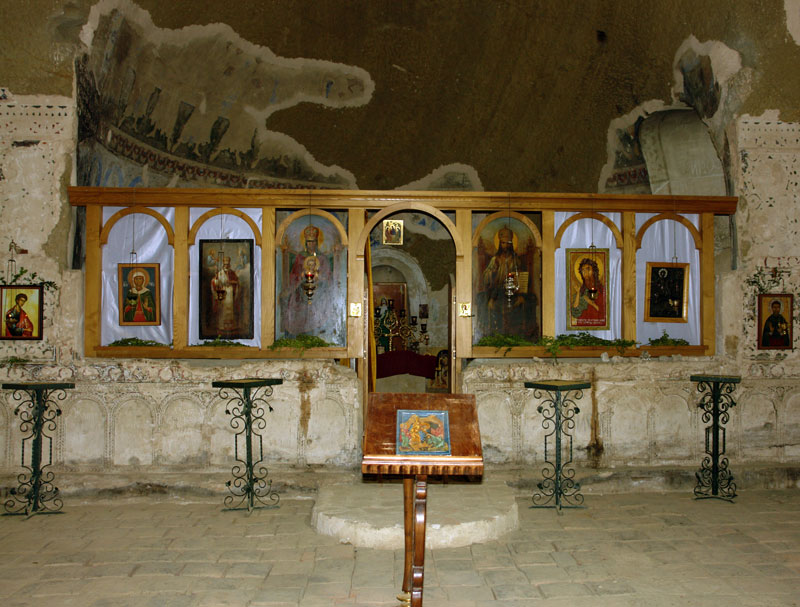
Altar da igreja
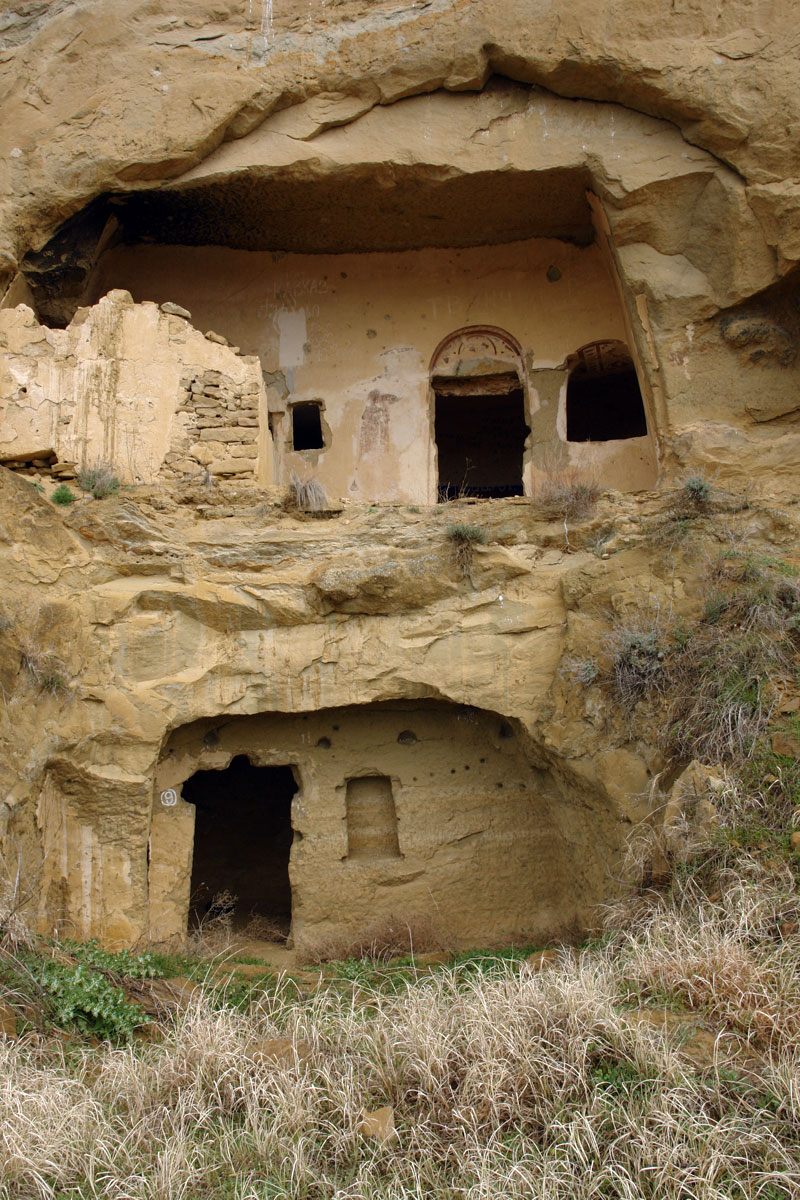
Grutas do Mosteiro